# Villiers-le-Pré
Villiers-le-Pré település Franciaországban, Manche megyében. Lakosainak száma 187 fő (2018. január 1.). Villiers-le-Pré La Croix-Avranchin, Argouges, Carnet, Saint-James és Vessey községekkel határos.

## Népesség
A település népessége az elmúlt években az alábbi módon változott:
| Lakosok száma | 256  | 246  | 203  | 198  | 196  | 196  | 192  | 190  | 189  | 187  |
|               | 1968 | 1975 | 1982 | 1990 | 1999 | 2011 | 2013 | 2015 | 2017 | 2018 |